# Creoni
I Creoni erano una tribù celtica dell'antica Britannia, conosciuta solo attraverso l'unica citazione fatta di loro dal geografo Tolomeo. Da questa generale descrizione e dall'ubicazione approssimativa delle tribù a loro vicine, il territorio abitato dai Creoni fu probabilmente lungo la costa occidentale della Scozia, dall'isola di Skye a sud, e l'isola di Mull a nord. Tolomeo non fornisce indicazioni riguardo alla loro principale città.